# Jürgen Croy
Jürgen Croy (Zwickau, 19 ottobre 1946) è un allenatore di calcio ed ex calciatore tedesco orientale, dal 1990 tedesco, di ruolo portiere.
È considerato il miglior portiere che la Germania Est abbia mai avuto ed insieme a Hans-Jürgen Dörner fu l'unico giocatore a vincere per tre volte il premio di calciatore tedesco-orientale dell'anno.

## Carriera

### Club
Impegnò tutta la sua carriera, dal 1965 al 1981, nella squadra della sua città natale, il BSG Sachsenring Zwickau. Con la squadra biancorossa giocò 372 partite in DDR-Oberliga e rifiutò di trasferirsi in squadre più blasonate come Dinamo Dresda, Carl Zeiss Jena o Magdeburgo rinunciando di conseguenza a giocare in competizioni internazionali di una certa levatura.

### Nazionale
Con la Germania Est debuttò il 17 maggio 1967 a Helsingborg contro la Svezia con vittoria per uno a zero—in quella stessa partita debuttarono altri due poi famosi giocatori tedesco-orientali, Bransch e Loewe—e fu uno dei pochi calciatori tedesco orientali a giocare stabilmente nella selezione pur non essendo tesserato per una squadra relativamente importante. Collezionò un totale di 94 gettoni in Nazionale A e l'ultima sua apparizione avvenne il 19 maggio 1981 (esattamente 14 anni e due giorni dopo il debutto) a Senftenberg nel cinque a zero contro Cuba. Partecipò al campionato del mondo 1974, l'unico a cui prese parte la sua Nazionale, e alle vittoriose Olimpiadi di Montréal 1976.

## Palmarès

### Giocatore

#### Club
- FDGB Pokal: 2

1967, 1975

#### Nazionale
- Bronzo olimpico: 1

Monaco di Baviera 1972
- Oro olimpico: 1

Montréal 1976

#### Individuale
- Calciatore tedesco orientale dell'anno: 3

1972, 1976, 1978